# 야쓰가케 우미
야스가케 우미(일본어: 八掛 うみ, 2000년 9월 2일~)는 일본의 AV 여배우이자 유튜버이다.